# Рериш
Рериш (порт. Reriz)  —  район (фрегезия) в Португалии,  входит в округ Визеу. Является составной частью муниципалитета  Каштру-Дайре. Находится в составе крупной городской агломерации Большое Визеу. По старому административному делению входил в провинцию Бейра-Алта. Входит в экономико-статистический  субрегион Дан-Лафойнш, который входит в Центральный регион. Население составляет 799 человек на 2001 год. Занимает площадь 16,92 км².
Покровителем района считается Мартин Турский (порт. São Martinho). 